# Конрад Монферратский
Ко́нрад Монферра́тский (Коррадо дель Монферрато) (ок. 1145 — 28 апреля 1192) — маркграф Монферратский, сеньор Тирский, король Иерусалима, сын маркграфа Монферратского Вильгельма V Старого и Ютты фон Бабенберг, брат Вильгельма по прозвищу Длинный меч и Бонифация Монферратского, был вначале вассалом германского императора (Фридриха Барбароссы), затем в конце сентября 1179 года возглавил византийскую армию и взял в плен (засадой) в Анконской марке «полководца германского императора» Кристиана, архиепископа Майнцского.

## Ранние годы
Конрад был вторым сыном маркграфа Монферратского Вильгельма V Старого и его жены Юдифи Австрийской. Он также приходился двоюродным братом Фридриху Барбароссе, Людовику VII Французскому и Леопольду V Австрийскому.
Конрад родился в Монферрате, который в настоящее время является частью Пьемонта на северо-западе Италии. Точное место и год его рождения неизвестны. Он впервые упоминается в хрониках в 1160 году как придворный его дяди по материнской линии Конрада Бабенберга, епископа Пассау (возможно, своё имя Конрад получил как раз в честь дяди или в честь сводного брата его матери, Конрада III Германского).
В летописи Brevis Historia Occupationis et Amissionis Terræ Sanctæ («Краткая история захвата и разграбления Святой Земли») он был описан как красивый мужчина большой личной храбрости и интеллекта:
Конрад был энергичным воином, крайне умный и способным к обучению, любезным характером и делами, наделенным всеми человеческими добродетелями, не терпевшим притворство и лицемерие в политике, образованным в языках... Только в одном его возможно упрекнуть: что он соблазнил чужую жену, увез её от мужа и женился на ней сам 
(Последняя фраза намекает на его третий брак с Изабеллой Иерусалимской в 1190 году.)
Конрад принимал активное участие в дипломатических манёврах с двадцати лет и был также способным военачальником, участвуя наряду с другими членами своей семьи в борьбе с Ломбардской лигой. К 1179 году он женился на неизвестной девушке, возможно, дочери графа Мейнхарда I из Гориции, однако она умерла к концу 1186 года, так и не родив Конраду детей.

## Византийская империя
В 1179 году, в рамках альянса его семьи с Мануилом I Комнином, Конрад возглавил армию против войск Фридриха Барбароссы, которыми командовал имперский канцлер архиепископ Майнцкий Кристиан. Он разбил немцев при Камерино в сентябре 1179 года и пленил канцлера, после чего отправился в Константинополь за наградой. Конрад вернулся в Италию вскоре после смерти Мануила, в 1180 году. Его личность и внешность произвели ошеломляющее впечатление на византийский двор: Никита Хониат описывал его так: «Он отличался таким мужеством и таким умом, что не только пользовался в этом отношении общею известностью между римлянами и особенною любовью царя Мануила, но славился и между своими одноплеменниками, как человек, наделенный от природы быстрым соображением и живою деятельностью».
Зимой 1186—1187 гг. Исаак II Ангел предложил свою сестру Феодору в жены младшему брату Конрада Бонифацию, чтобы возобновить византийский союз с Монферратом, но Бонифаций был женат. Конрад же, недавно овдовевший, принял к этому времени крест, намереваясь присоединиться к своему отцу в Иерусалимском королевстве. Однако ради женитьбы на принцессе он вернулся в Константинополь весной 1187 г. После женитьбы он был удостоен титула цезаря. Практически сразу Конрад был вынужден помогать императору защитить свой трон против мятежников во главе с Алексеем Враной. По Хониату, Конрад вдохновил слабого императора взять на себя инициативу в войне. Он сражался, без щита и шлема, в битве, в которой Врана был убит. Сам Конрад был легко ранен в плечо, при этом лично убил в бою телохранителей Враны. Однако Конрад считал, что его служба была недостаточно вознаграждена. Кроме того, он опасался антилатинских настроений среди византийцев (его младший брат Ренье был убит в 1182 г.) и возможной мести со стороны семьи Враны, и поэтому в июле 1187 г. Конрад отправился в Иерусалим на борту генуэзского торгового судна.

## Оборона Тира

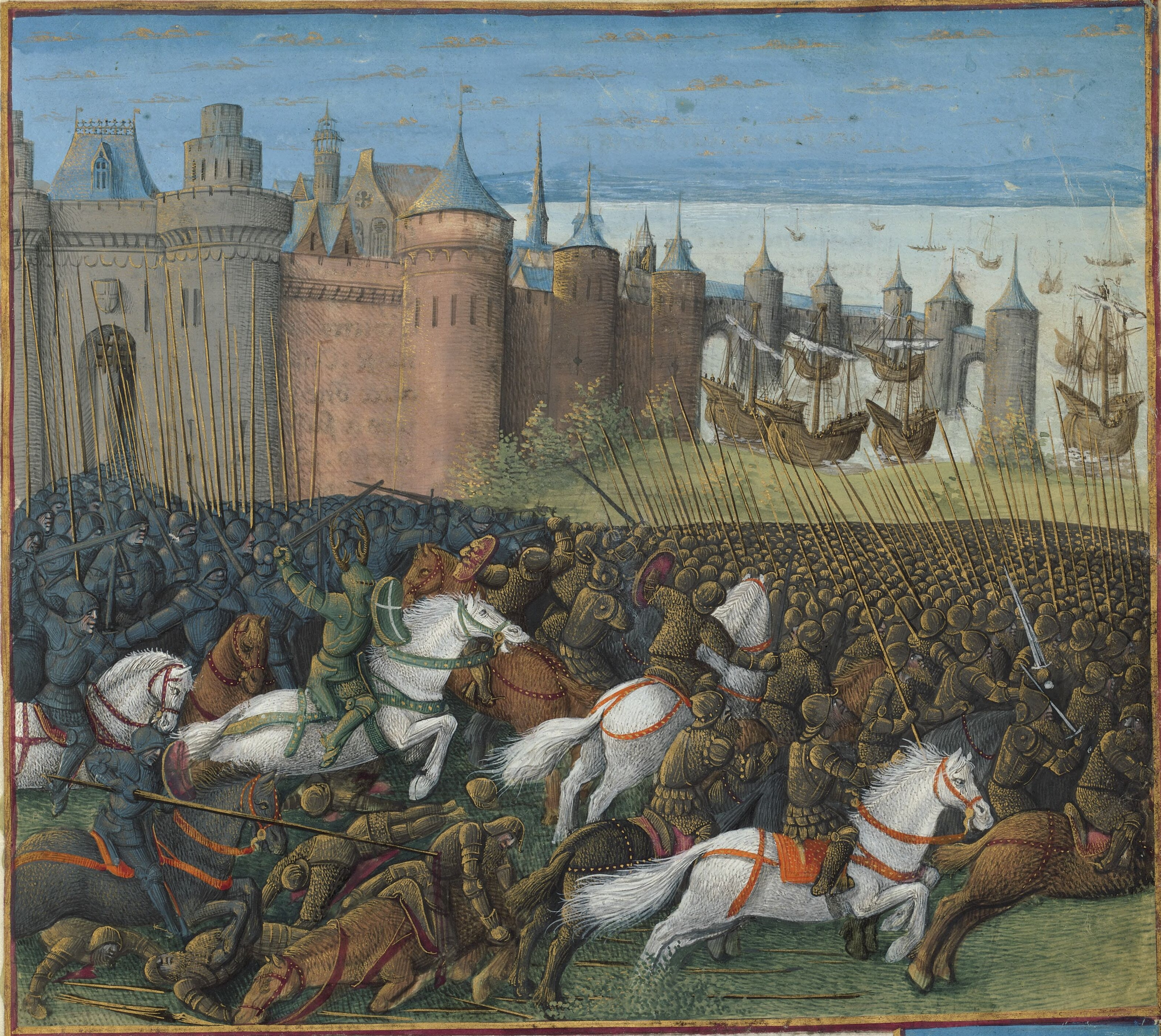
Осада Тира (1187). Миниатюра Жана Коломба из книги Себастьена Мамро «Походы французов за море против турок, сарацин и мавров» (1474).

Конрад, очевидно, был намерен присоединиться к отцу, который занимал замок Св. Илии. Он прибыл сначала в Акру, но город недавно перешёл в руки Салах ад-Дина, и он отплыл на север, в Тир, где застал остатки армии крестоносцев. После победы в битве при Хаттине Салах ад-Дин продвигался на север и уже захватил Акру, Сидон и Бейрут. Раймунд III, граф Триполи, Реджинальд Сидонский и ряд видных баронов бежали в Тир, но большинство из них были озабочены тем, чтобы вернуться на свои земли. Раймунд III, к тому же, все более слабел здоровьем и вскоре умер.
Согласно Вильгельму Тирскому, Реджинальд Сидонский уже начал переговоры о капитуляции с Салах ад-Дином, когда прибыл Конрад. Он якобы бросил знамёна Салах ад-Дина в канаву, чем завоевал лояльность горожан. Реджинальд отправился в свой замок Белфорт на реке Литани. Конрад же, при поддержке итальянских торговых общин города, вновь организовал оборону Тира.

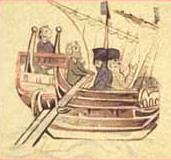
Конрад прибывает в Тир.

Когда армия Салах ад-Дина прибыла к Тиру, она нашла город хорошо защищенным.
Летописец Ибн аль-Асир, современник и участник событий, писал о Конраде, или, как его называли мусульмане, «al-Markis»: «Он был исчадием ада в его способности защищать город и человеком необычайной храбрости». Тир успешно выдержал осаду, и армия Салах ад-Дина ушла от стен города на юг, в Кесарию, Арсуф и Яффу. Между тем Конрад послал Йоскию, архиепископа Тира, на запад, чтобы призвать западных королей на помощь.
В ноябре 1187 года Салах ад-Дин вернулся для второй осады Тира. Конрад все ещё правил городом, который в это время был сильно укреплен и наполнен христианскими беженцами из всей северной части Иерусалимского королевства. На этот раз Салах ад-Дин начал комбинированный штурм с суши и с моря, заблокировав гавань. Более поздние хроники (Салимбене (1221— ок. 1288) , Continuation de Guillaume de Tyr, Itinerarium Peregrinorum et Gesta Regis Ricardi, скомпилированная в 20-х годах XIII века) упоминают, что египетский султан привел к стенам Тира престарелого отца Конрада, Вильгельма V Старого, плененного при Хаттине, и предложил освободить его взамен на сдачу города. Конрад направил на отца баллисту и заявил, что Вильгельм прожил долгую жизнь и что лучше он лично убьет своего отца, чем сдаст город. Будто бы старик крикнул своему сыну, чтобы он не соглашался на это, даже когда египтяне стали угрожать убить его; Салах ад-Дин якобы сказал: «Этот человек неверующий и очень жестокий». Однако поступок Конрада произвел впечатление на султана, и он отпустил Вильгельма; в 1188 году отец и сын воссоединились в Тортосе.
У Клари, современника, в описании осады Тира эпизод с отцом отсутствует.
30 декабря силы Конрада провели вылазку против уставших египетских моряков, захватив несколько галер. Остальные египетские суда попытались передислоцироваться в Бейрут, но корабли Тира пустились в погоню, вынудив египтян бросить свои суда на отмели и бежать. Тогда Салах ад-Дин начал наступление с суши, полагая, что силы защитников отвлечены на морское сражение. Тем не менее, Конрад повел своих людей в контратаку и вынудил египтян отступить. Салах ад-Дину пришлось сжечь свои осадные машины и корабли, чтобы они не достались врагу.

## Борьба за корону

Ближний Восток в преддверии Третьего крестового похода.

Летом 1188 года Салах ад-Дин отпустил попавшего в плен при Хаттине Ги де Лузиньяна, мужа королевы Сибиллы Иерусалимской. Через год, в 1189 году, Ги в сопровождении своего брата Жоффруа появился в Тире и потребовал, чтобы Конрад вручил ему ключи от города. Конрад отказался это сделать, заявив, что будет править городом до прибытия крестоносцев из Европы и что в битве при Хаттине Ги утратил свои права на престол. Также Конрад напомнил Ги, что Балдуин IV завещал, чтобы судьбу регентства в Иерусалиме при малолетнем Балдуине V должны были решать короли Англии и Франции и император Священной Римской империи. Конрад не пустил Ги и Сибиллу в город, но дал им возможность разбить лагерь под стенами.
В 1190 году Конрад вместе с войсками Третьего крестового похода под руководством Ричарда Львиное Сердце принял участие в осаде Акры. 7 октября он убыл в Малую Азию на встречу с остатками войска Барбароссы и привел их в Палестину.
Осенью 1190 года умерла королева Иерусалимская Сибилла. Ги больше не имел законных прав на престол, но отказываться от претензий на него не собирался. Наследницей Иерусалима стала Изабелла, сводная сестра королевы Сибиллы, которая была замужем за Онфруа IV де Тороном. Тем не менее, Конрад получил поддержку её матери Марии Комнины и отчима Балиана Ибелина, а также знатных баронов. Они добились развода Изабеллы с мужем, и Конрад женился на ней, несмотря на слухи о его двоеженстве (его предыдущая жена Феодора была ещё жива). Были также возражения по поводу кровосмешения — брат Конрада был ранее женат на сводной сестре Изабеллы, и церковь приравнивала это к родству. Тем не менее, папский легат Убальдо Ланфранчи, архиепископ Пизы, дал своё согласие на брак. (Противники утверждали, что он был подкуплен.) Бракосочетание было проведено 24 ноября 1190 года Филиппом из Бовэ — сыном двоюродного брата Конрада Роберта I де Дре. Конрад после этого стал де-юре королём Иерусалима. За девять дней до свадьбы он был ранен в бою и вернулся со своей невестой в Тир, чтобы восстановиться. Между Конрадом и Ги де Лузиньяном началась тяжба за престол.
Ги был вассалом Ричарда Львиное Сердце, поэтому английский король поддержал его в этой борьбе, в то время как Конрада поддержали его двоюродные братья Леопольд V Австрийский и Филипп II Август. Конрад выступал в качестве главного переговорщика при капитуляции Акры и поднял знамёна королей в городе. После этого стороны попытались прийти к соглашению. В 1191 году Конрад был объявлен наследником Ги де Лузиньяна в Иерусалимском королевстве, которое, впрочем, надо было ещё вновь завоевать. Конрад сохранял Тир, Бейрут и Сидон, а его наследники должны были унаследовать Иерусалим после смерти Ги. В июле 1191 года родственник Конрада, король Филипп, решил вернуться во Францию, но перед отъездом он передал половину сокровищ Акры Конраду, а также всех мусульманских пленников. Король Ричард попросил Конрада передать пленников ему, но Конрад отказывался это делать до тех пор, пока мог. Конрад не присоединился к походу Ричарда на юг, предпочитая оставаться с женой Изабеллой в Тире, полагая, что его жизнь находится в опасности.
В ту зиму Конрад начал прямые переговоры с Салах ад-Дином, подозревая, что следующим шагом Ричарда будет захват Тира и передача его Ги. Конрад рассчитывал на признание султаном себя в качестве правителя на севере, в то время как Салах ад-Дин, ведший параллельно переговоры с Ричардом о браке между его братом аль-Адилем и овдовевшей сестрой Ричарда Иоанной, намеревался окончательно поссорить Конрада с крестоносцами. Ситуация приняла комичный оборот, когда посланник Ричарда, бывший муж Изабеллы Онфруа IV де Торон, встретил посланника Конрада, Реджинальда Сидонского, на охоте с Аль-Адилем. Соглашение с султаном сорвалось, как и брак Иоанны с мусульманином.

## Убийство
В апреле 1192 года вопрос о правителе был поставлен на голосование баронов, и знать избрала королём Конрада. Чтобы компенсировать провал Ги де Лузиньяна, Ричард предоставил ему Кипр, на котором было основано Кипрское королевство (Ричард тем самым ещё и пытался удержать Ги от возвращения в Пуату, где его семья давно имела репутацию бунтарей). Племянник Ричарда Генрих II Шампанский принес известие о результате выборов в Тир 24 апреля, а затем вернулся в Акру.
Однако Конрад так и не был коронован. Утром 28 апреля его жена Изабелла, которая была к тому времени беременна, задержалась в банях и не вернулась к обеду. Тогда Конрад отправился в дом своего родственника и друга епископа Филиппа де Бовэ, чтобы пригласить его отобедать с ним. Но епископ уже пообедал, поэтому Конрад отбыл домой. На пути его остановили двое ассасинов в бедняцкой одежде и ударили его кинжалами. Телохранители Конрада убили одного из нападавших и схватили другого. Конрад упал с коня, умирая. Летописцы Ричарда сообщают, что он, якобы, был доставлен домой, причастился и призвал Изабеллу передать город под защиту Ричарда или его представителя. Ибн аль-Асир сообщает, что умирающего принесли в церковь, в которой прятался один из нападавших. Когда убийца увидел, что Конрад ещё жив, он напал опять и добил раненого. Конрад был похоронен в Тире в церкви госпитальеров. Рассказ Имадудина аль-Исфахани, современника событий, бывшего секретарем (аль Катиб) у Саладина, аналогичен.
«Франкский маркграф, правитель Тира, величайший дьявол их всех франков, Конрад Монферратский — покарай его господь! — был убит», — записал Ибн аль-Асир. Потеря столь сильного правителя стала сокрушительным ударом для королевства.
Заказчик убийства остался неизвестным. Под пытками выживший ассасин утверждал, что за убийством стоял Ричард, но это невозможно доказать. Другим, менее вероятным, подозреваемым был Онфруа IV де Торон, первый муж Изабеллы. Подозревали и причастность Салах ад-Дина, но Конрад вёл с ним переговоры, поэтому заинтересованность султана в убийстве потенциально ценного союзника кажется маловероятной. Тем более, что Салах ад-Дин враждовал с ассасинами. В 1970 году историк Патрик А. Уильямс обвинил в организации убийства Генриха Шампанского, но если это так, то трудно представить, чтобы он пошёл на такой рискованный шаг без одобрения своего дяди Ричарда.
Позже, возвращаясь из крестового похода, Ричард был взят в плен и заключен в тюрьму кузеном Конрада, Леопольдом V Австрийским. Убийство Конрада был одним из предъявленных ему обвинений. Ричард просил ассасинов оправдать его, и в письме якобы от их лидера, Рашид ад-Дина Синана, ассасины утверждали, что Ричард не имеет отношения к убийству. В письме указывалось, что в 1191 году Конрад захватил корабль ассасинов, укрывшихся в Тире от шторма. Он убил капитана, заключил в тюрьму экипаж и ограбил корабль. Когда Рашид аль-Дин Синан просил вернуть экипаж судна и сокровища, он получил отказ, после чего лидер ассасинов выписал Конраду смертный приговор. Тем не менее, это письмо, как полагают, были сфальсифицировано: Синан к тому времени был уже мёртв. Последующие события — свадьба Изабеллы и Генриха Шампанского всего семь дней спустя после смерти Конрада — по-прежнему считаются одними из косвенных доказательств причастности Ричарда к убийству Конрада.

## Образ в искусстве
Образ Конрада неоднократно использовался в поэзии трубадуров, в частности, Бертраном де Борном и Пейролем, в качестве героической фигуры, благородного защитника Тира. В поэтическом сборнике Carmina Burana он упомянут как «marchio clarissimus, vere palatinus» («самый известный маркиз, истинный паладин»). Однако в дальнейшем, во многом из-за идеализации образа Ричарда Львиное Сердце, образ Конрада как антагониста Ричарда стал приобретать негативный оттенок.
Вальтер Скотт в романе «Талисман» представляет Конрада Монферратского (в романе — «Монтсерратского») в образе злодея. Такую же трактовку он получил и у Мориса Хьюлетта в романе «The Life and Death of Richard Yea-and-Nay» (1900), и у Рональда Уэлча в романе «Knight Crusader» (1954). Демонизация образа Конрада достигает апогея в книге Грэма Шелби «The Kings of Vain Intent» (1970): он изображен в виде зловещей фигуры, физически напоминающей вампира (в главе, добавленной автором к изданию в США, Конрад избивает и насилует Изабеллу). Эти работы отражают сформировавшееся в период Возрождения представление о Конраде как о беспринципном интригане, лицемере и садисте. В противоположность этому французская романистка Зоя Ольденбург изображает его в более позитивном свете, в соответствии с описаниями Никиты Хониата — в рассказе «Argile et Cendres». Конрад является главным героем романа Луиджи Габотто «Corrado di Monferrato» (1968), который охватывает всю его жизнь, а также мистического детектива Алана Гордона «Иерусалимская вдова» (2003), в котором исследованы обстоятельства убийства.

### В кинематографе
- В 1935 году в фильме Сесила Б. де Милля «Крестовые походы» его сыграл Джозеф Шилдкраут. Конрад представлен как коварный изменник, участник заговора против Ричарда.
- Ричард Львиное Сердце / King Richard and the Crusaders (США, 1954) режиссёр Дэвид Батлер, в роли Конрада — Майкл Пэйт.
- Египетскому фильм 1963 года «Салах ад-Дин».
- Ричард Львиное Сердце (1992, к/с им. Горького), Рыцарь Кеннет (1993, к/с им. Горького) в роли Конрада — Евгений Герасимов.
- На телевидении его сыграл Майкл Пик в британском телесериале 1962 года «Richard the Lionheart».
- В более объективном свете Конрад показан в сериале ВВС 1980—1981 годов «Талисман».

### В компьютерных играх
- В компьютерной игре «Assassin's Creed» одним из антагонистов является Вильгельм V Монферратский, отец Конрада. По сюжету главный герой-ассасин должен убить Вильгельма, что соотносится с реальными обстоятельствами убийства Конрада.